# Élie-Jean Vézien
Jean-Elie Vezien (Marsella, 18 de julio de 1890 - ibídem, 7 de septiembre de 1982) fue un escultor y grabador francés de gran talento.

## Datos biográficos
Nacido en Marsella, el 18 de julio de 1890, Jean Elie Vezien entra en 1904 como aprendiz de un orfebre de Marsella que le enseñó las técnicas de fundición y se matriculó en la École des Beaux-Arts de Marsella. En 1911 obtuvo una beca para continuar sus estudios en París, pero tiene que hacer su servicio militar. Luego recibió la primera entrada a la École Nationale Supérieure des Beaux-Arts de mayo de 1914, poco después, en agosto de 1914, fue llamado a filas. Fue herido el 21 de marzo de 1916 y hecho prisionero en Verdun. Después de su liberación en octubre de 1919 reanudó sus estudios y obtuvo en 1921 el primer gran Premio de Roma. Recibió numerosos premios: Medalla de Oro de Artistas Franceses en 1931 y en la Exposición de París en 1937. Su carrera tomó un gran desarrollo.
Profesor de la École des Beaux-Arts de Marsella, se convirtió en su director de 1942 a 1961 y director honorario. Sus méritos le hacen merecedor de ser elegido miembro correspondiente del Instituto y miembro de la Academia de Marsella, donde sucedió a Constant Ambroise Roux. 
Hizo campaña en las asociaciones de excombatientes. En el ámbito social que asiste con gran discreción. Fue nombrado Caballero de la Legión de Honor en 1935. Una calle de Marsella, lleva su nombre.
Está enterrado en el Cementerio Saint-Pierre de Marsella.

## Sus obras
En 1906, Juan Elías Vezien que sólo tenía 16 años, realiza un bajorrelieve que representa a San Miguel matando al dragón, este trabajo se coloca en la esquina de la Rue des Trois Frères Bartolomé y la calle de Tilsit de Marsella.
Él es autor de estatuas y bajorrelieves en muchas iglesias, tanto en Francia (París, Marsella) y en el extranjero (Alejandría). Entre otras se incluyen : la estatua de Santa Teresa del Niño Jesús en la Iglesia de los Agustinos en Marsella, las estatuas de Juana de Arco, Santa Teresa, San José y Sagrado Corazón de Jesús en la capilla del osario de Douaumont en Verdun. 
En 1936, en el centenario de la muerte de Maria Letizia Ramolino, madre de Napoleón 1 hizo un busto de bronce de Rey de Roma, que está ubicado en un pequeño jardín frente a la casa de Napoleón en Ajaccio. Lleva un gran número de estatuas. En Marsella se encuentran en el velódromo una estatua de Gustave Ganay y en la plaza Montyon una estatua de Pierre-Antoine Berryer inaugurada el 29 de febrero de 1948 y que reemplazó a la que había hecho Barre en bronce en 1875 y que había sido fundida por las fuerzas de ocupación alemanas, en 1942. A Saint-Cannat se lleva en 1951 la estatua del Alguacil de Suffren. En el Musée du Quai Branly se conserva un busto de Champlain, dirigida por él.
Se asocia con el arquitecto Gastón Castel, y los escultores Louis Botinelly y Antoine Sartorio para hacer el monumento dedicado a Alejandro I de Yugoslavia y Louis Barthou ubicado en la esquina de la rue de Rome y los jardines de la Prefectura de Bouches-du-Rhône. Este monumento tiene dos columnas, una a la derecha en representación de Francia y la de la izquierda representando a Yugoslavia, conectados por un escudo en el que están grabados la palabra PAX y los escudos de Yugoslavia y Francia. Todo el escudo rodeado todo el por un motivo de palma está formado por cuatro relieves, el superior representa a un Hércules matando a la Hidra de Lerna, a la derecha y a la izquierda sendas figuras : la victoria con una corona de flores en cada mano y una figura de mujer joven que representa, y por último una efigie que simboliza el dolor. Delante del escudo se colocan cuatro figuras alegóricas femeninas: los dos a la izquierda, la justicia y el derecho, tienen el busto de Alejandro I de Yugoslavia, mientras que las dos derechos, la libertad y el trabajo, tienen el busto de Louis Barthou. Elías Juan Vezien talló la columna que representa a Francia, Louis Botinelly la otra columna y Antoine Sartorio las alegorías femeninas. En el pedestal monolítico se talla frase: "La ley y la justicia, la libertad y el trabajo en las fuerzas oscuras de los dos pueblos, unidos en la memoria del rey Alejandro I y el presidente Barthou caído por la Paz.
Hizo una estatua de Lavigerie, que se instaló en Túnez y que se retiró después de la independencia.
Vezien fue un grabador de medallas de gran talento. Es el autor muchas medallas producidas por la Monnaie de Paris: desembarco aliado en Provenza, Elías en su carro de fuego, corrida de toros, Miguel de Cervantes. Él hizo con la medalla de la ciudad de Marsella representante en el anverso la leyenda de la boda Protis Gyptis y quién estaba detrás de la fundación de Marsella y en el reverso una vista de pájaro del Puerto Viejo en 1943 se cerró con el Fort Saint-Jean y el de Saint-Nicolas.

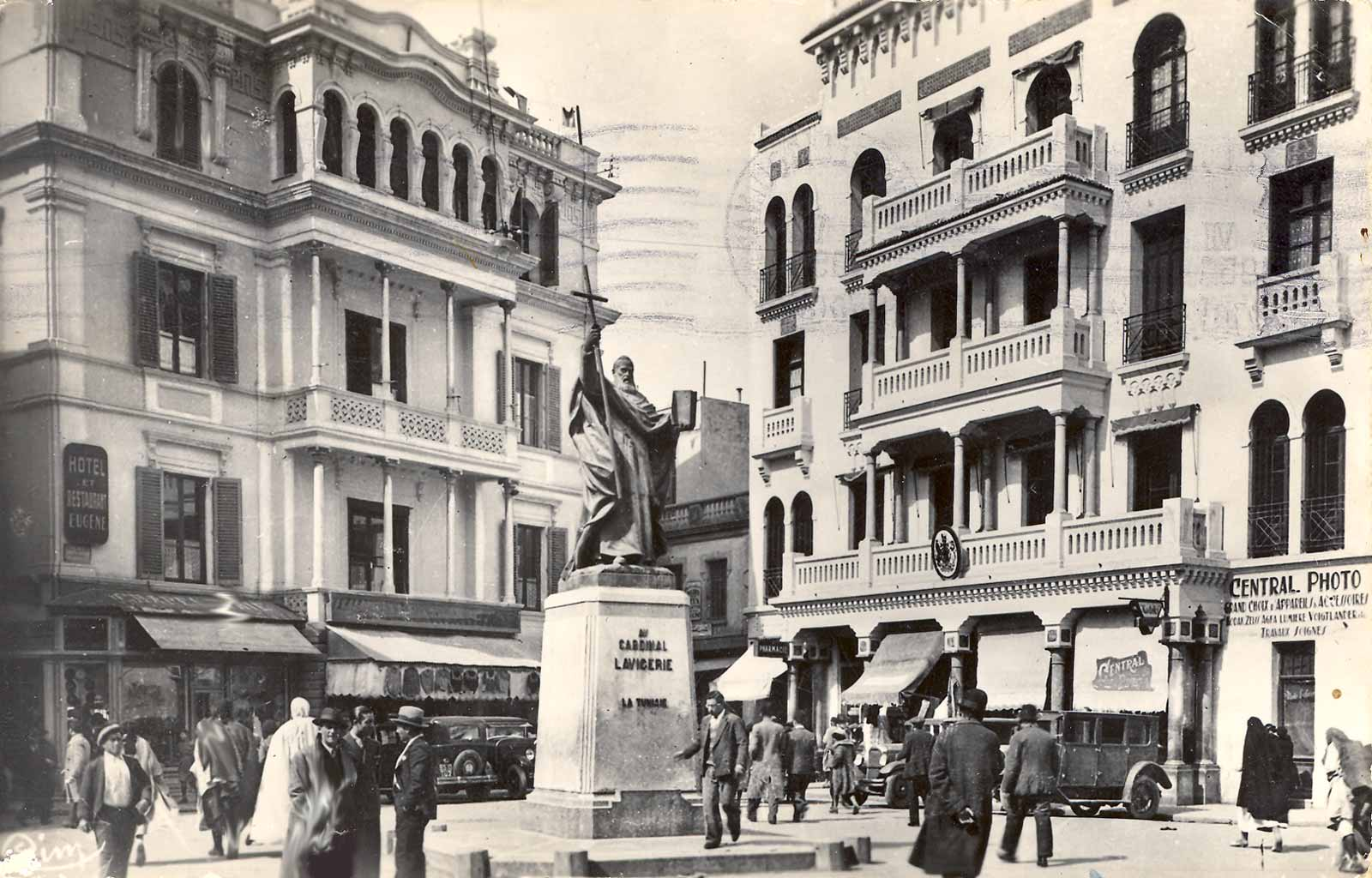
Estatua del cardenal de Lavigerie Plaza de la Bolsa en Túnez